# 小斑蜻
小斑蜻（学名：Libellula quadrimaculata）是一种蜻蜓，分布於欧洲、亚洲和北美洲。
英国成蜻阶段为四月上旬到九月，爱尔兰为5月中旬至八月中旬。幼虫有两年的生活周期。成虫主要以蚊子，蚊蚋或搖蚊为食。幼虫主要以其他水生昆虫幼虫和蝌蚪幼体为食。成蟲體長約41-45毫米左右，身體為褐色；其種名quadrimaculata以翅膀上明顯的四個斑點而得名。
成蟲的物种包含一种变种praenubila，翅膀上有更為明顯的斑点及色彩。被认为与幼虫阶段的水温變化相关，分布在欧洲比美洲更普遍。

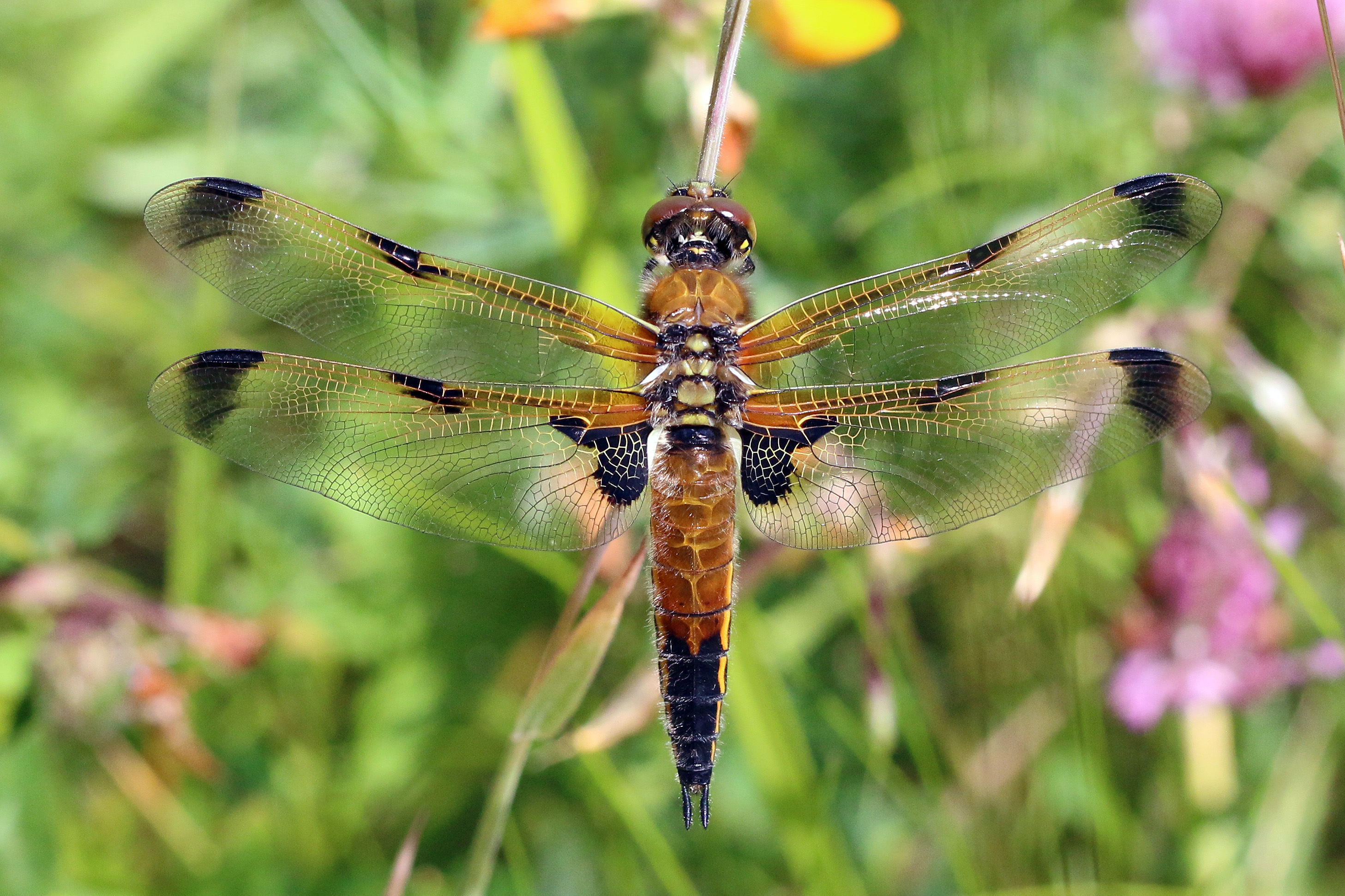
變異種praenubila的雌性

小斑蜻被選作是代表美国阿拉斯加州的州昆虫。

## 特点
褐色翅膀上的4个斑点使它们很容易与别的蜻蜓区分。

## 行为
雄性被认为很好斗，在其他雄性入侵领地时积极保护。两性均为多产，在空中交配，而不是在栖息地或者植物上。它们比基斑蜻更容易获得。

## 天敌
帝王伟蜓是这个物种的天敌之一。 另一种为绿虎甲虫（Cicindela campestris）。